# Rue Duvoisin
La rue Duvoisin est une rue de Nantes, en France.

## Situation et accès
Située dans le centre-ville de Nantes, la rue Duvoisin est une artère piétonne, longue d'un peu plus de 80 m, qui relie la rue de Feltre à la place Félix-Fournier, et n'est donc pas ouverte à la circulation automobile. À la moitié de son tracé, elle est bordée par le petit square Arthur-Colinet qui la fait communiquer à la rue de l'Arche-Sèche située en contrebas. Elle est longée sur son côté est par la basilique Saint-Nicolas.

## Origine du nom
En mémoire de Jean-Baptiste Duvoisin, ancien prêtre réfractaire qui fut fait évêque de Nantes par Napoléon Ier, après avoir su attirer son attention. 

## Historique
L'emplacement de la rue actuelle, sur la rive droite de l'ancien cours de l'Erdre, n'est pas inclus dans l'enceinte gallo-romaine de Nantes. Plus tard, au XIIIe siècle, Pierre Mauclerc fait construire une muraille autour du faubourg Saint-Nicolas. Le côté est de cette muraille est à l'origine du tracé de la rue Duvoisin (les vestiges de ces remparts sont encore visibles dans la partie sud-ouest de l'artère entre le square Arthur-Colinet et la place Félix-Fournier).
Jusqu'à la première moitié du XIXe siècle, l'ancienne église saint-Nicolas construite au cours des XIe et XIIe siècles était accolée au mur d'enceinte. La démolition de cette église dans les années 1840, afin de la remplacer par l'édifice actuel, permit le percement de la rue dans les années 1850.
D'après Édouard Pied, l'artère aurait également porté le nom de « rue de l'Échelle » en référence à la « Petite Échelle Saint-Nicolas » qui, au début du XIXe siècle se trouvait dans le prolongement sud de la rue et marquait la limite ouest de l'actuelle place Félix-Fournier avant de recevoir en 1856 son nom actuel.
En 2017, dans le cadre des travaux de requalification de la place Félix-Fournier, la rue fait l'objet d'aménagements consistant en de la végétalisation le long des façades des immeubles et en la création d'un balcon fleuri sur rue composé d'arbustes, de vivaces et de plantes grimpantes.

## Bâtiments remarquables et lieux de mémoire
| Monument                | Adresse              | Coordonnées                        | Notice         | Protection | Date      | Illustration            |
| ----------------------- | -------------------- | ---------------------------------- | -------------- | ---------- | --------- | ----------------------- |
| Basilique Saint-Nicolas | Place Félix-Fournier | 47° 12′ 55″ nord, 1° 33′ 28″ ouest | « PA00108661 » | Classé     | 1985 1986 | Basilique Saint-Nicolas |